# SN 1998dy
SN 1998dy – supernowa odkryta 1 sierpnia 1998 roku w galaktyce A042954-6112. W momencie odkrycia miała maksymalną jasność 19,00m.